# Boussicourt
Boussicourt és un municipi francès situat al departament del Somme i a la regió dels Alts de França. L'any 2007 tenia 72 habitants.

## Demografia

### Població

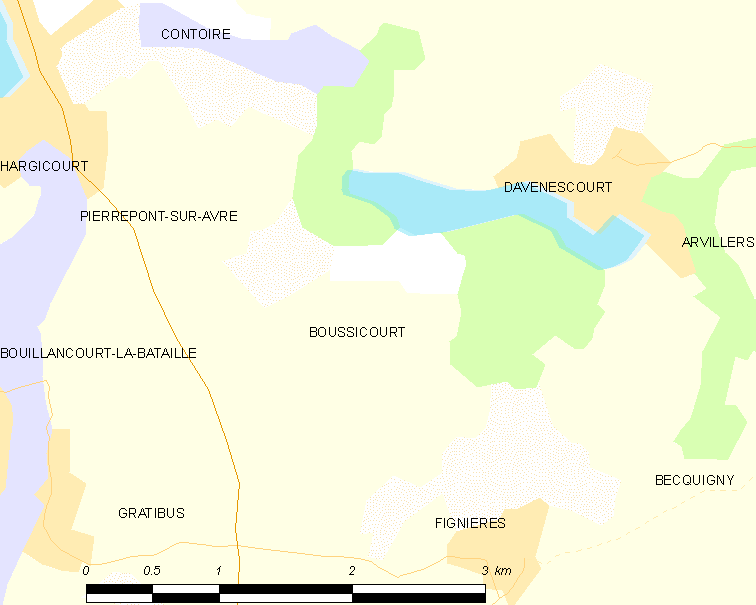

El 2007 la població de fet de Boussicourt era de 72 persones. Hi havia 24 famílies de les quals 4 eren unipersonals (4 homes vivint sols), 4 parelles sense fills i 16 parelles amb fills.
La població ha evolucionat segons el següent gràfic:
Habitants censats

### Habitatges
El 2007 hi havia 33 habitatges, 24 eren l'habitatge principal de la família, 4 eren segones residències i 5 estaven desocupats. Tots els 33 habitatges eren cases. Dels 24 habitatges principals, 20 estaven ocupats pels seus propietaris, 2 estaven llogats i ocupats pels llogaters i 2 estaven cedits a títol gratuït; 4 tenien tres cambres, 6 en tenien quatre i 14 en tenien cinc o més. 17 habitatges disposaven pel capbaix d'una plaça de pàrquing. A 11 habitatges hi havia un automòbil i a 10 n'hi havia dos o més.

### Piràmide de població

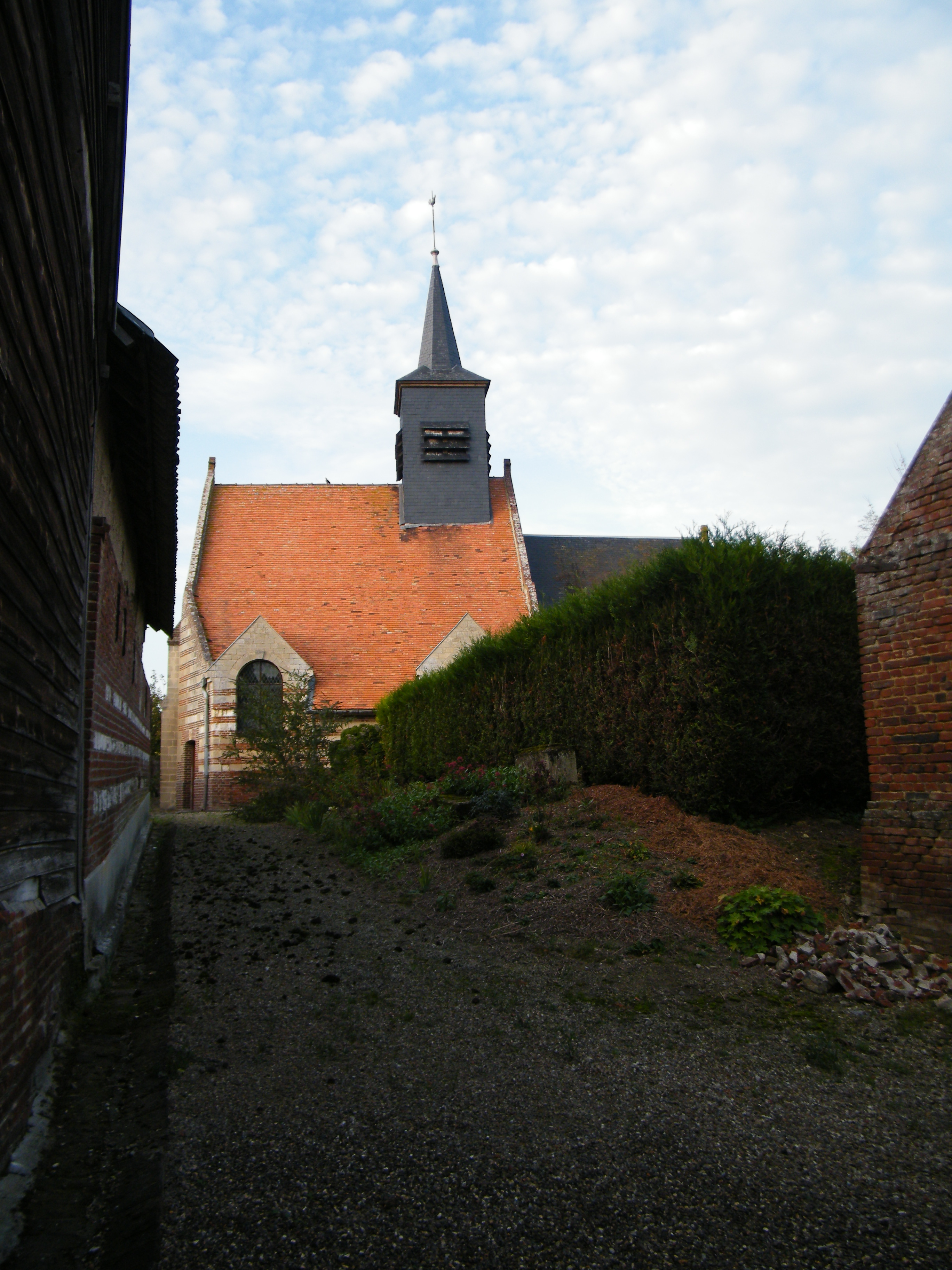

La piràmide de població per edats i sexe el 2009 era:
| Homes | Edats   | Dones |
| ----- | ------- | ----- |
| 0     | 95 o +  | 0     |
| 0     | 90 a 94 | 0     |
| 0     | 85 a 89 | 4     |
| 4     | 80 a 84 | 0     |
| 0     | 75 a 79 | 4     |
| 0     | 70 a 74 | 0     |
| 0     | 65 a 69 | 0     |
| 0     | 60 a 64 | 0     |
| 12    | 55 a 59 | 0     |
| 0     | 50 a 54 | 12    |
| 0     | 45 a 49 | 0     |
| 0     | 40 a 44 | 0     |
| 0     | 35 a 39 | 0     |
| 0     | 30 a 34 | 8     |
| 0     | 25 a 29 | 0     |
| 0     | 20 a 24 | 0     |
| 0     | 15 a 19 | 0     |
| 0     | 10 a 14 | 0     |
| 0     | 5 a 9   | 0     |
| 0     | 0 a 4   | 0     |

## Economia

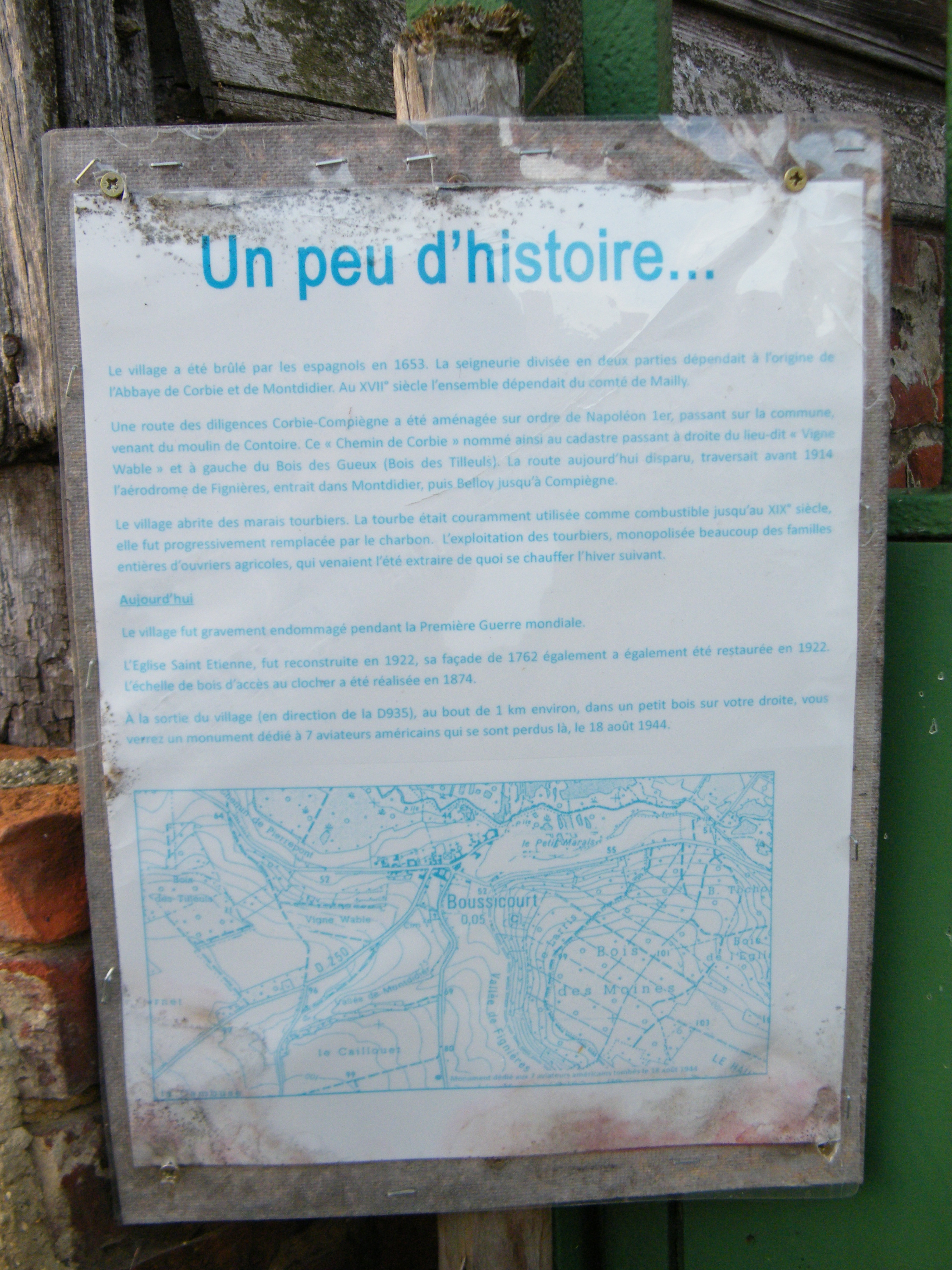

El 2007 la població en edat de treballar era de 43 persones, 25 eren actives i 18 eren inactives. De les 25 persones actives 21 estaven ocupades (8 homes i 13 dones) i 4 estaven aturades (2 homes i 2 dones). De les 18 persones inactives 9 estaven jubilades, 2 estaven estudiant i 7 estaven classificades com a «altres inactius».
Activitats econòmiques
L'únic servei als particulars que hi havia el 2009 era una lampisteria.

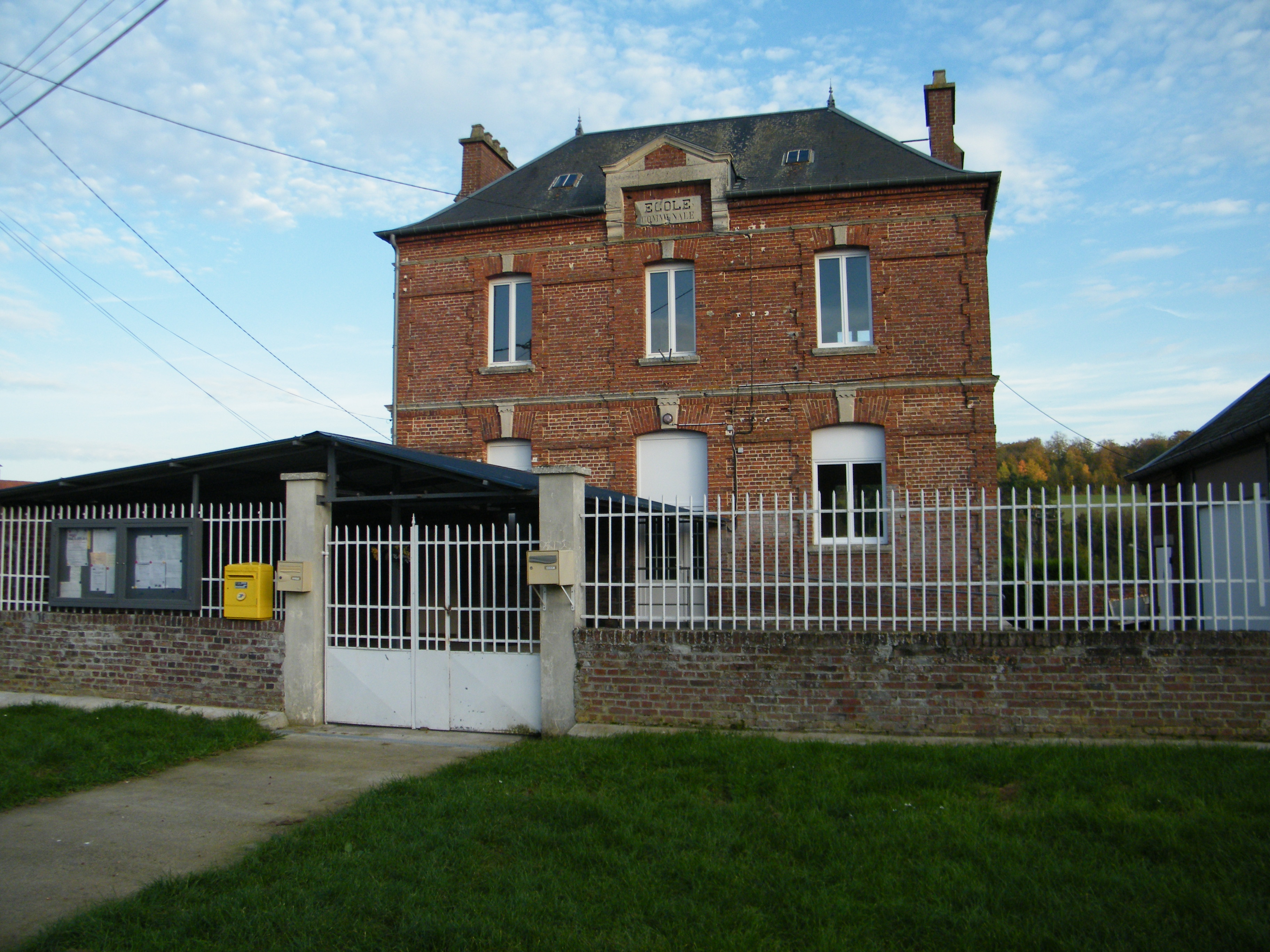

L'any 2000 a Boussicourt hi havia 3 explotacions agrícoles.

## Poblacions més properes
El següent diagrama mostra les poblacions més properes.